# 생 피에르 교회

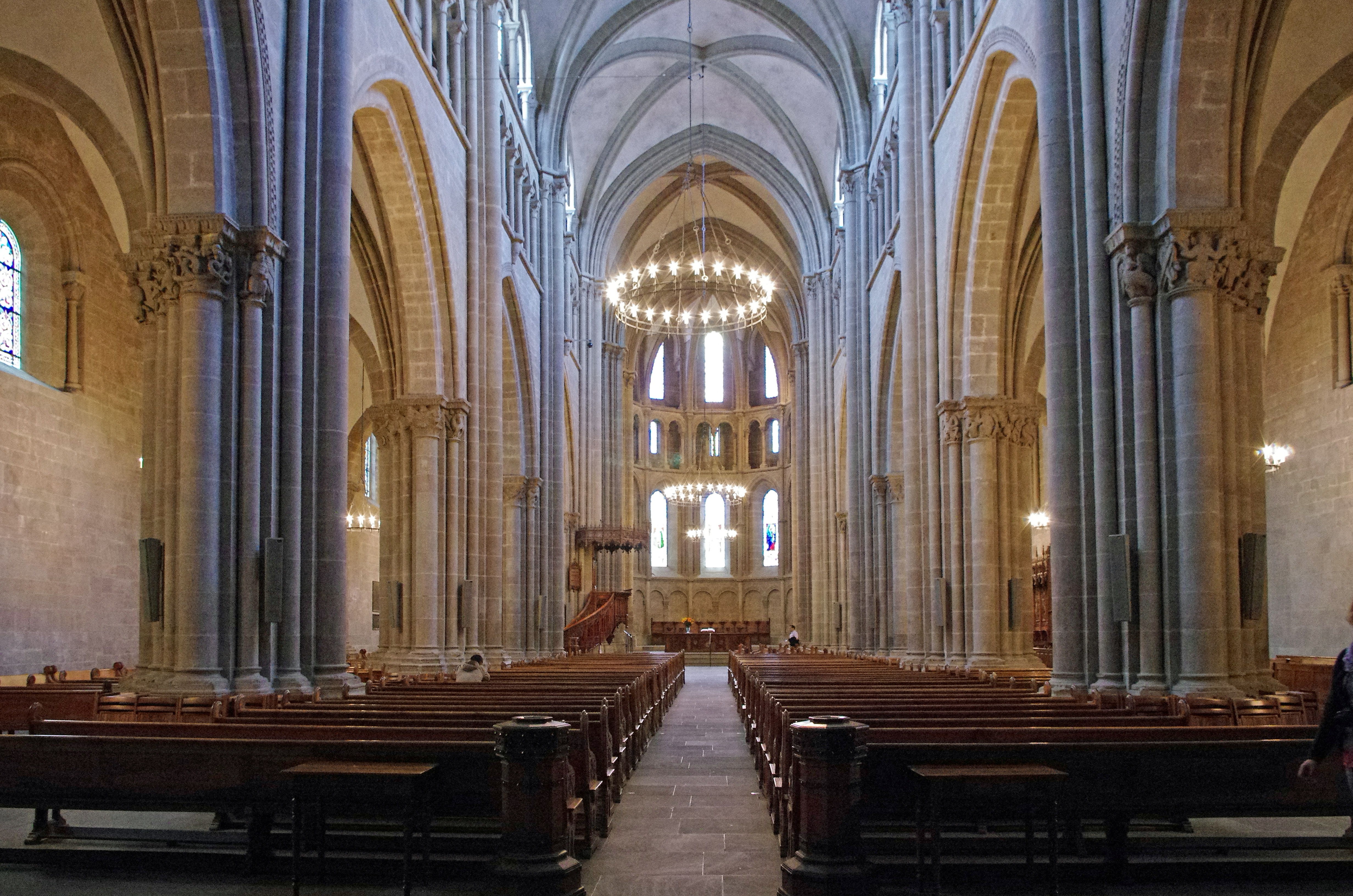
성 피에르 교회의 본당

생 피에르 교회(영어: St. Pierre Cathedral)는 스위스 제네바의 주요 개신교 교회이다. 본래는 로마 카톨릭교회의 제네바 주교의 대성당이었지만 종교개혁 시대에 칼뱅주의 교회가 되었다. 생 피에르 교회는 개신교 종교개혁가 장 칼뱅이 주로 목회했던 교회로 알려져 있다. 교회 내부에는 칼뱅이 사용한 의자가 있다. 현재 생 피에르 교회는 제네바 개신교 교회의 교회이다.

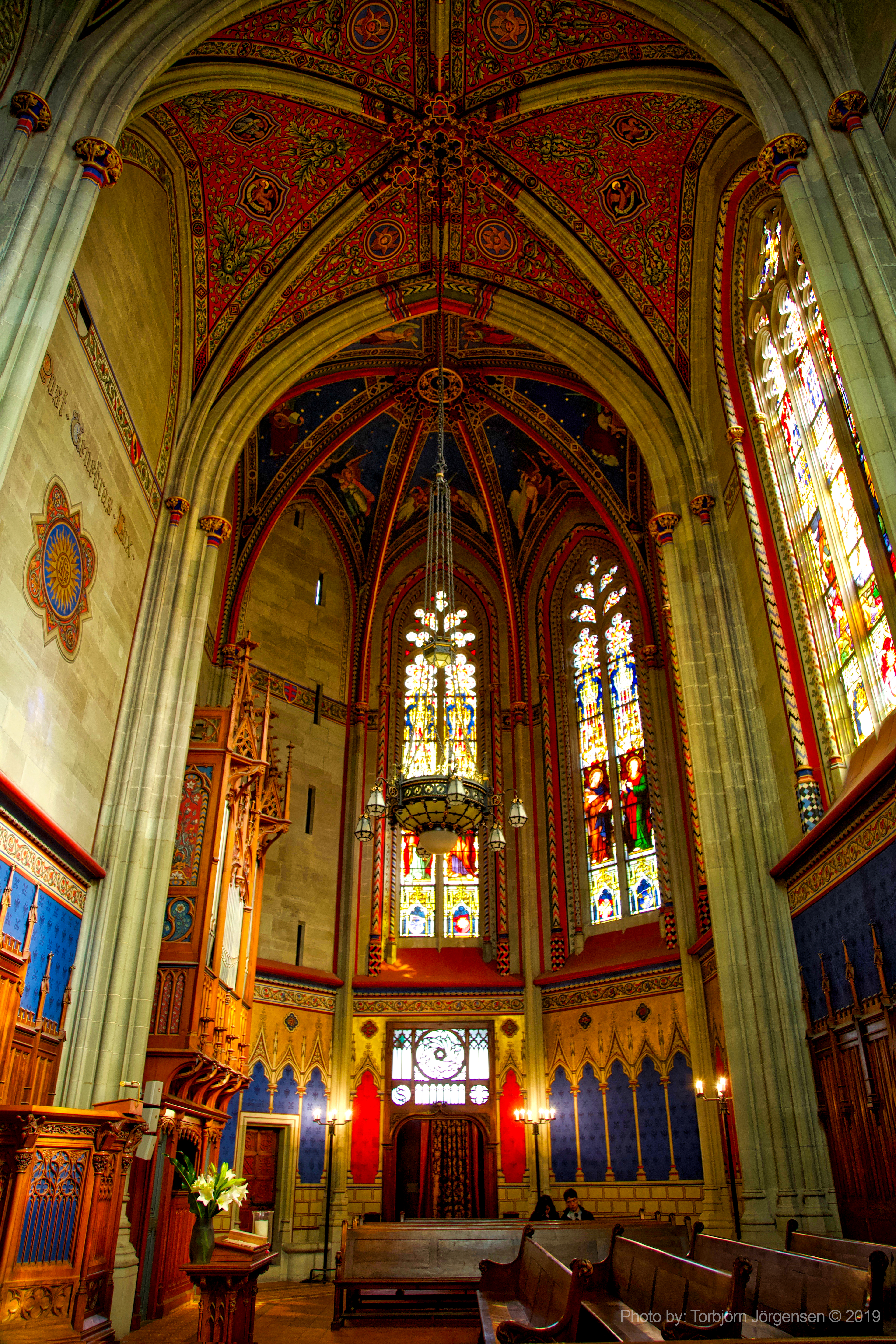
성 피에르 성당 성당

## 종
| 번호 | 이름                  | 연도   | 던지는 사람, 구 소트 | 직경 (mm) | 질량 (킬로그램) | 타종음 | 탑   |
| 1    | 라 클레망 스          | 1902   | H. Rüetschi, 아라우  | 2190      | 6238            | g 0    | 북쪽 |
| 2    | L' Accord             | 1845   | 트레비, 브베         | 1560      | 2080            | c 1    | 남쪽 |
| 3    | 라 벨러 리브          | 1473   | 니콜라스 게르시      | 1400      | 1500            | e 1    | 북쪽 |
| 4    | 라 콜라 빈            | 1609   |                      | 1140      | 1012            | g 1    | 남쪽 |
| 5    | 레 페랑 스            | 2002   | H. 루에 치, 아라우   | 930       | 475             | 1      | 남쪽 |
| 6    | 레베 일               | 1845   | 트레비, 브베         | 750       | 261             | c 2    | 남쪽 |
| 7    | 르 라펠               | 15세기 |                      | 590       | 133             | e 2    | 남쪽 |
| I    | 라 클로 슈 데 후 레스 | 1460   |                      | 1290      | 1610            | e 1    | 첨탑 |
| II   | 르 토신               | 1509   |                      | 760       | 270             | cis 2  | 남쪽 |

## 갤러리

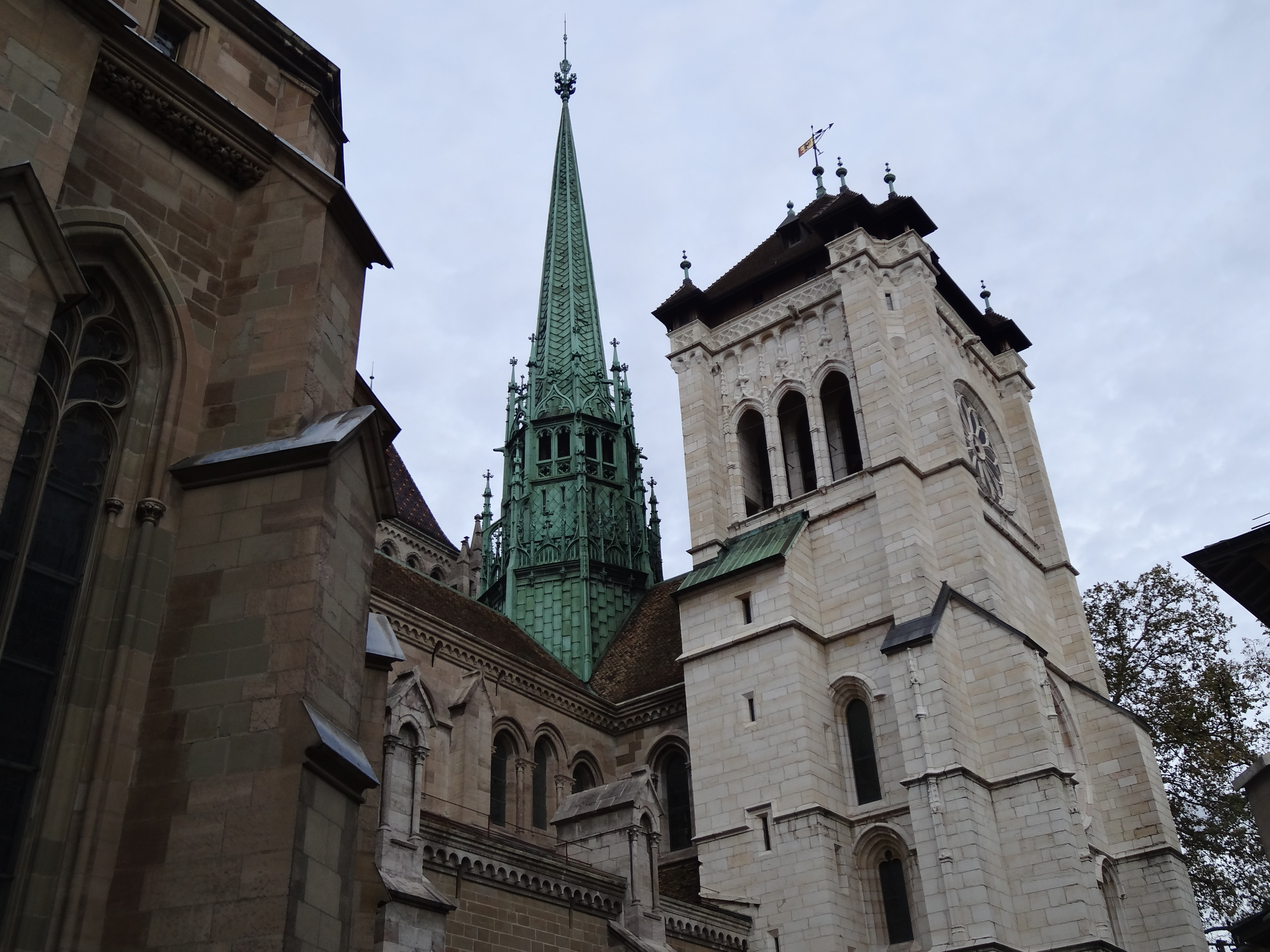
성 피에르 대성당의 첨탑
밤에 대성당의 정문 밤에 대성당의 정문
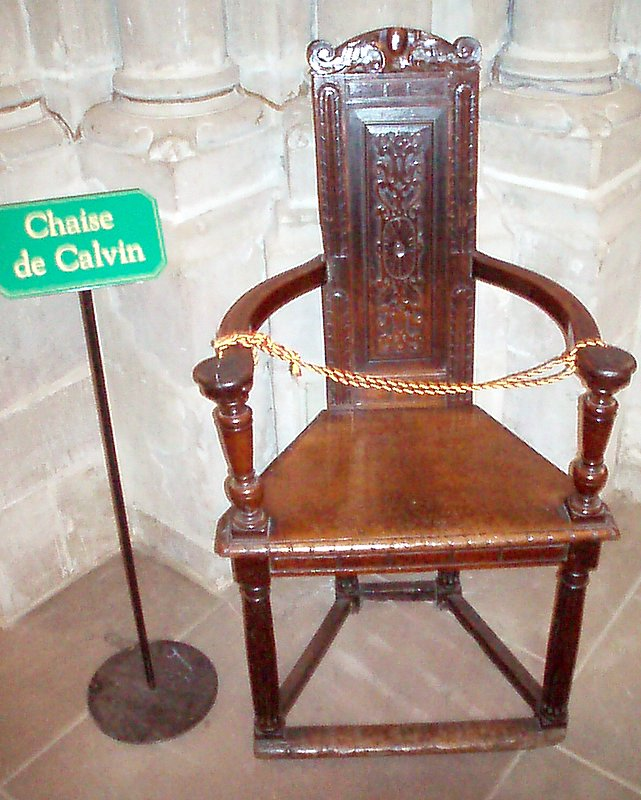
존 칼빈의 의자
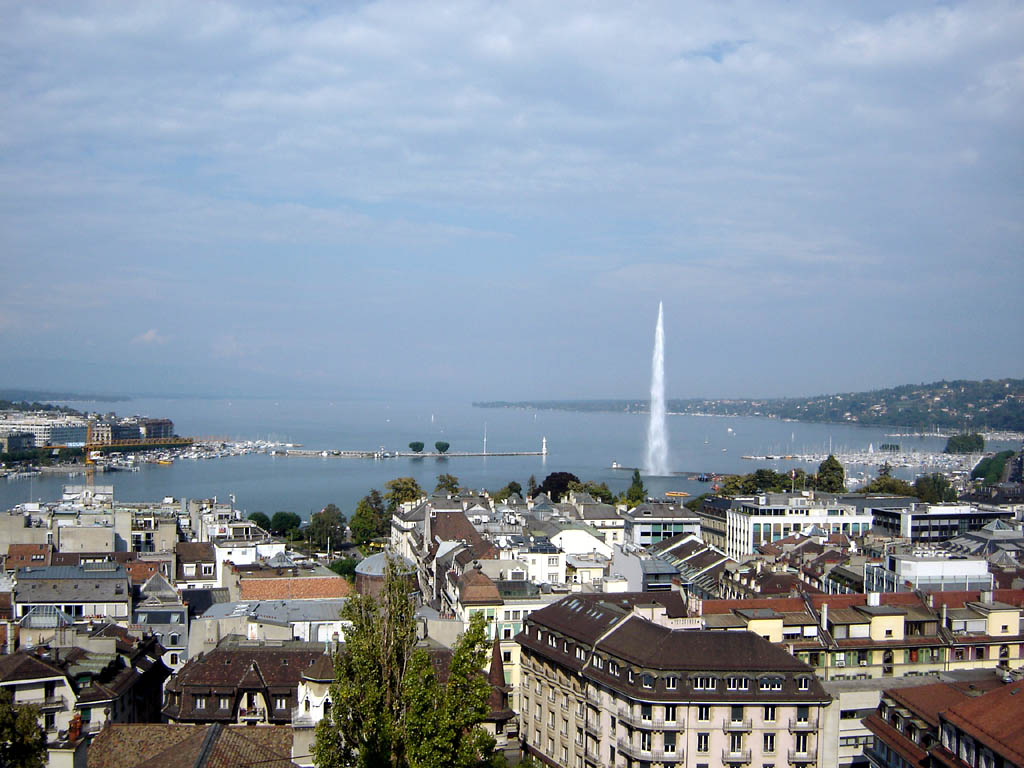
대성당의 북쪽 탑에서 Jet d' Eau
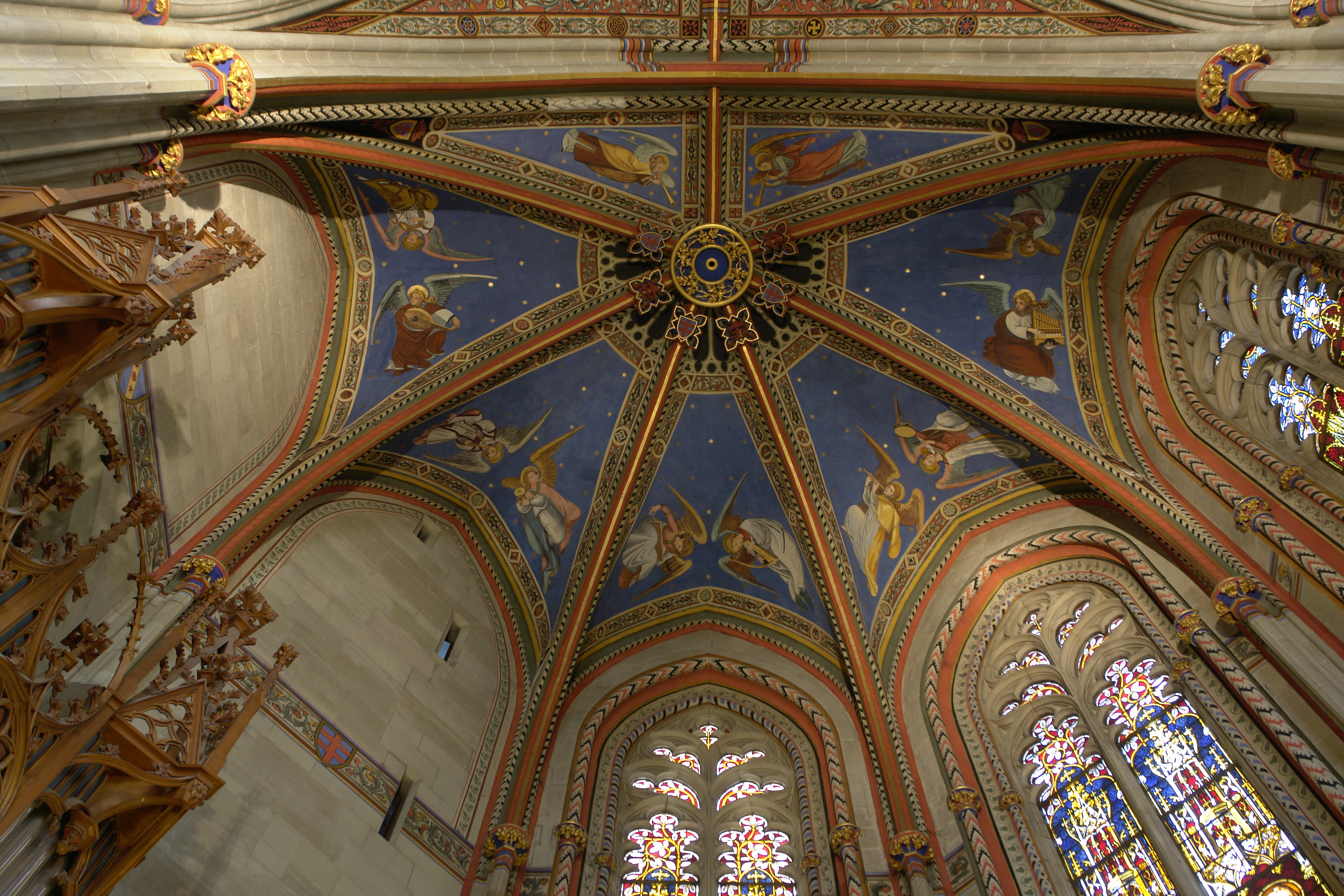
Maccabees 예배당의 천장

## 추가 자료
- Bonnet, Charles (February 1987), "The Archaeological Site of the Cathedral of Saint Peter (Saint-Pierre), Geneva", 세계 고고학, Taylor & Francies, Ltd, 18 (3) : 330–340, doi : 10.1080 / 00438243.1987 .9980010, JSTOR   124589